# Licinia (echtgenote van Gaius Sempronius Gracchus)
Licinia was een in de tweede helft van de 2e eeuw v.Chr. levende matrona en echtgenote van de beroemde tribunus plebis Gaius Sempronius Gracchus.
Licinia stamde uit de plebejische gens Licinia. Ze was de jongere dochter van de consul van 131 v.Chr., Publius Licinius Crassus Dives Mucianus, en Clodia, zus van de consul van 143 v.Chr., Appius Claudius Pulcher. Licinia had een oudere gelijknamige zus, die met Gaius Sulpicius Galba, de jongere zoon van de consul van 144 v.Chr., Servius Sulpicius Galba,  trouwde.
Licinia werd vermoedelijk reeds als jong meisje rond 142 v.Chr. met Gaius Sempronius Gracchus verloofd en was in ieder geval in 133 v.Chr. reeds langere tijd diens gade. Ze bracht in het huwelijk een aanzienlijke huwelijksschat met zich mee; haar vader was ten slotte een van de rijkste Romeinen. Volgens Plutarchus wou ze haar echtgenoot op de dag van diens dood ervan verhinderen, van thuis weg te gaan. Ze had na de dood van haar man (121 v.Chr.) bijna ook nog haar bruidsschat verloren, die Gaius Gracchus’ vijanden wensten te laten aanslaan. Haar oom, de pontifex maximus en voormalige consul Publius Mucius Scaevola, kon het verlies van haar financiële middelen door een juridisch advies afwenden.